# Nanomia
Nanomia är ett släkte med koloniala nässeldjur som beskrevs 1865 av Alexander Emanuel Agassiz. Släktet ingår i familjen Agalmatidae och omfattar två arter:

Nanomia bijuga
- Elegant havssnöre (Nanomia cara)

- Nanomia bijuga